# Grande moschea di Salé
La Grande Moschea di Salé (in arabo المسجد الأعظم‎?, Masjid Al Aadam) è la principale moschea di Salé, in Marocco. Copre un'area di 5.070 m² ed è stata costruita per la prima volta tra il 1028 e il 1029. È stata distrutta e ricostruita più volte negli anni. È stata costruita seguendo lo stile architettonico degli Almoravidi e degli Almohadi, e include ben nove archi. È stata gravemente danneggiata dai bombardamenti dalle forze francesi nel 1851 ed è rimasta brevemente chiusa, durante il protettorato francese in Marocco.

## Storia
La Grande Moschea di Salé fu costruita su ordine di Tamim ibn Ziri tra il 1028 e il 1029 ed è stata restaurata e allargata nel 1196 su ordine del califfo almohade Abū Yūsuf Yaʿqūb al-Mansur. È stata distrutta e ricostruita molte volte dalla sua fondazione.
Secondo lo storico Abd Al-Mun'im al-Hasidi, 700 schiavi francesi furono impiegati nella ricostruzione, su ordine di al-Mansur e nei lavori fu aggiunta una madrasa. Nel 1260 Salé fu occupata dalle forze castigliane e 3.000 tra donne, bambini e anziani abitanti della città furono riuniti nella città e poi portati come schiavi a Siviglia. Nel 1851 Salé fu bombardata dalle forze francesi e la moschea fu gravemente danneggiata, dopo essere stata colpita da sei palle di cannone.
Durante il protettorato francese in Marocco, la moschea è stata utilizzata per le riunioni dei nazionalisti nel 1930, guidati da Said Hajji, Ahmed Maâninou, Boubker el-Kadiri e Abu Bakr Zniber. Il protettorato francese chiuse la moschea per evitare che venisse utilizzata come luogo sede in cui sviluppare i sentimenti nazionalisti, tuttavia successivamente fu riaperta.

## Galleria d'immagini

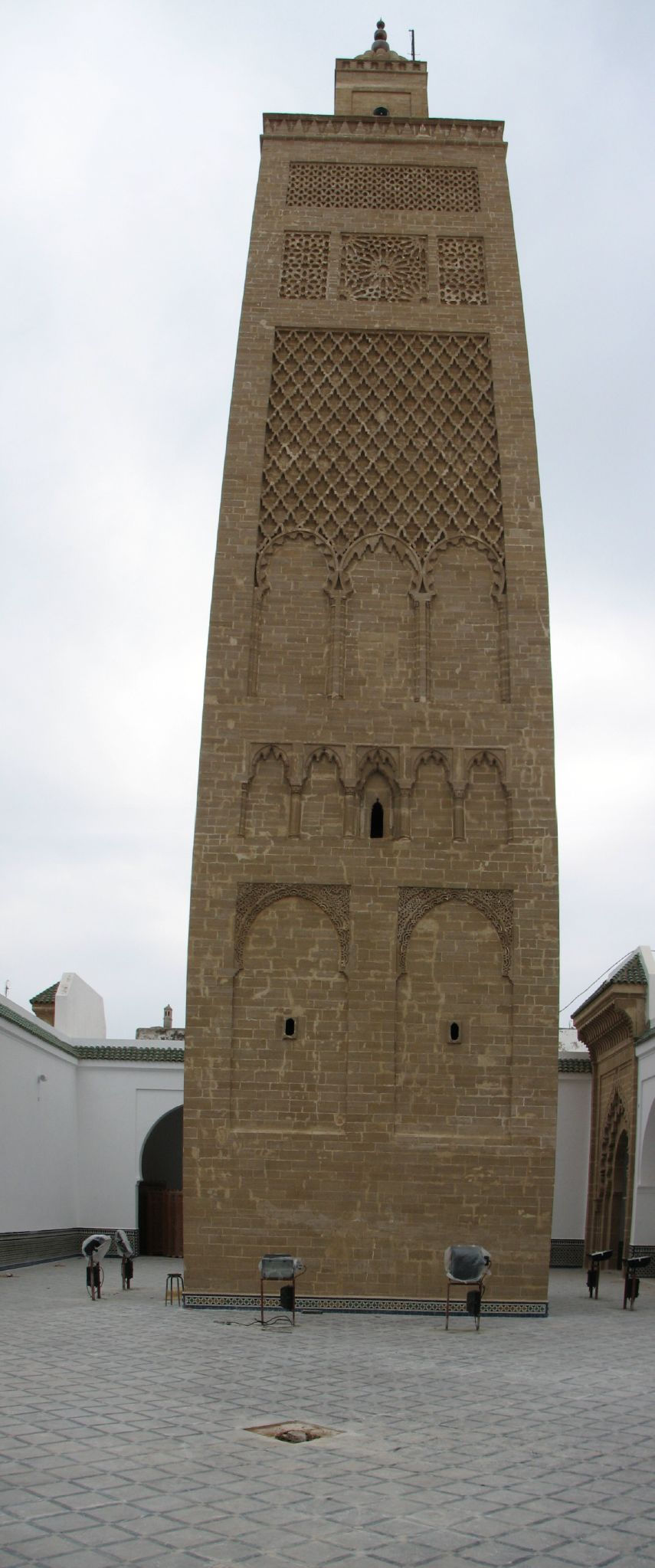
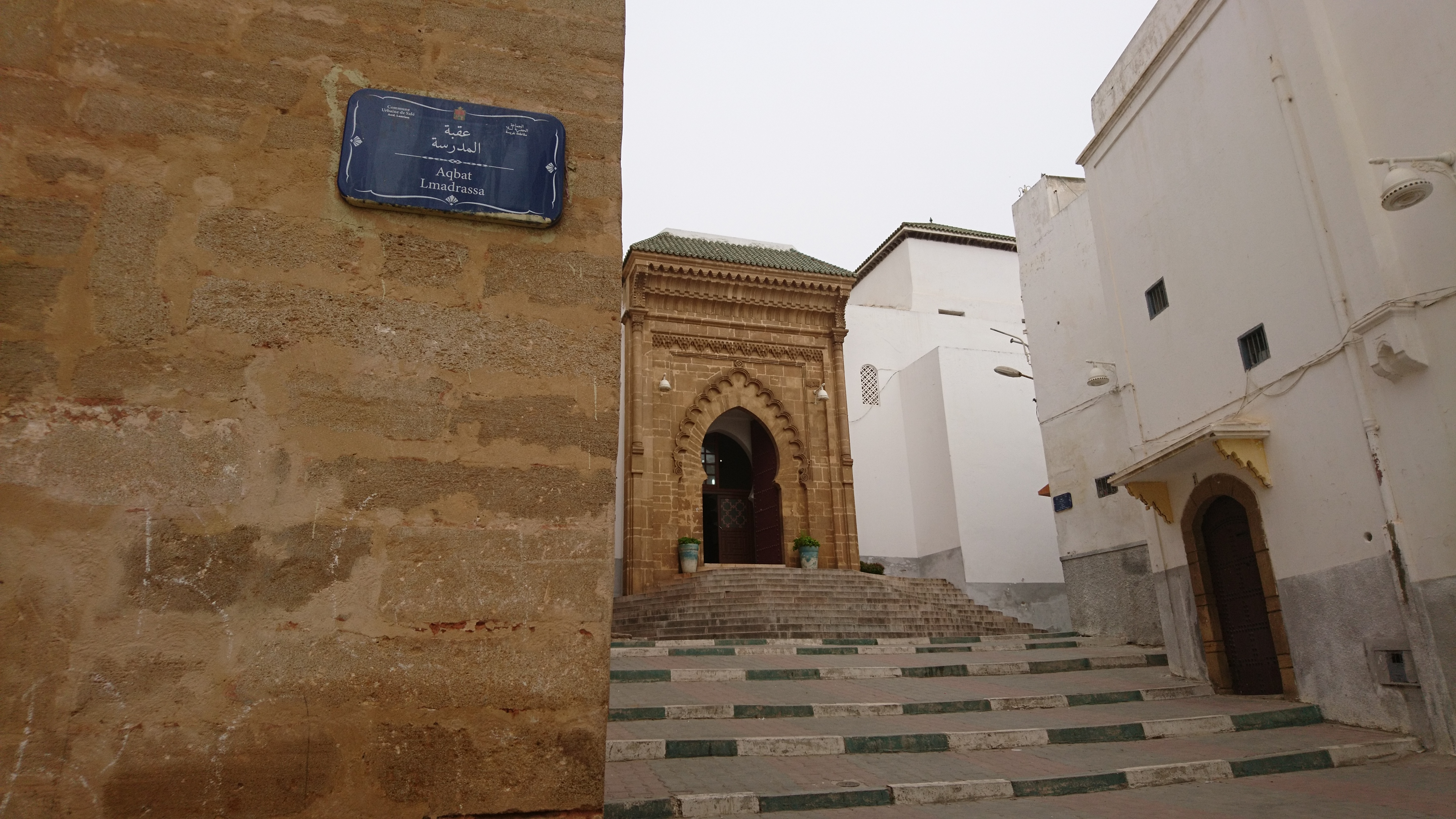
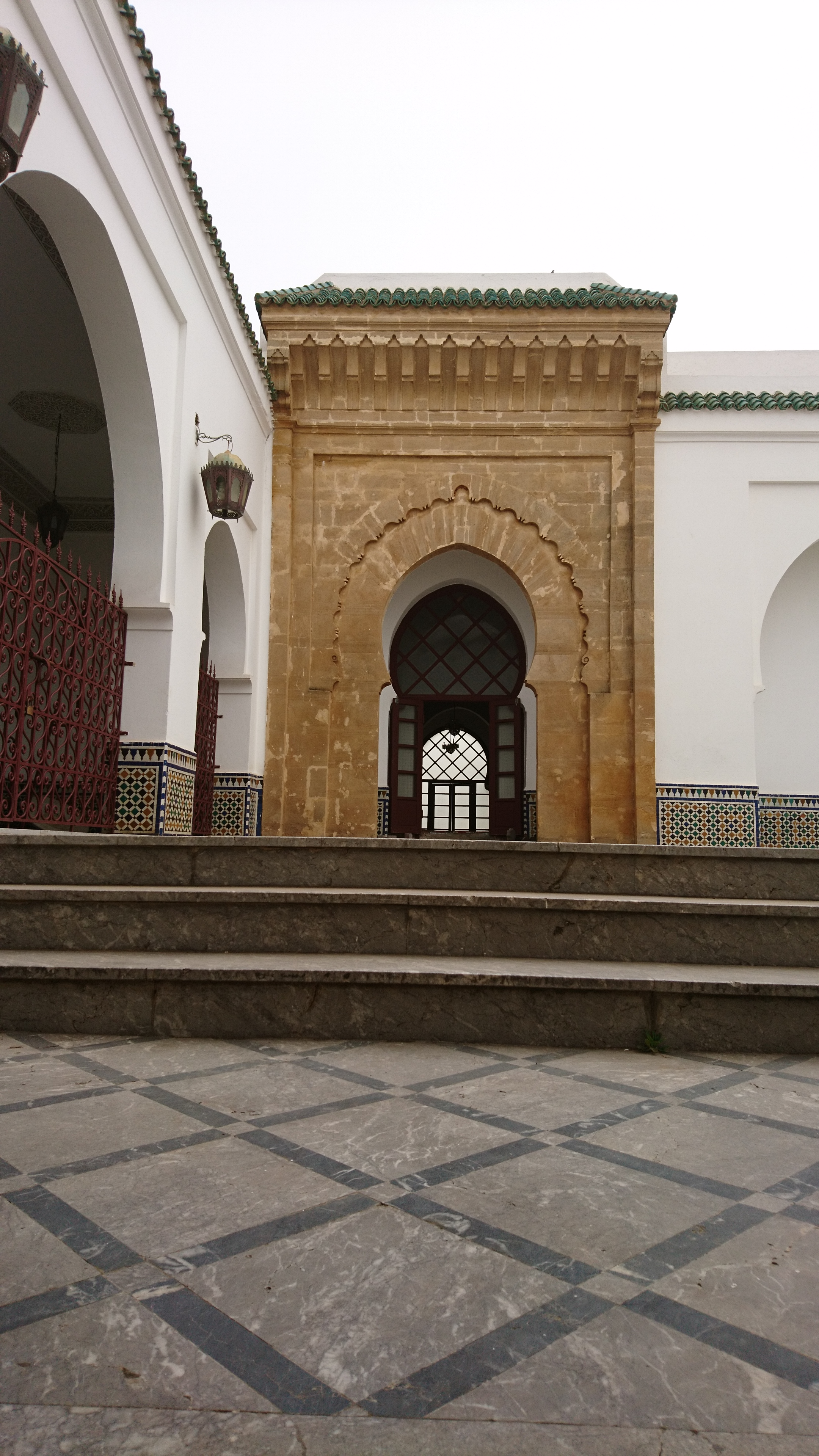
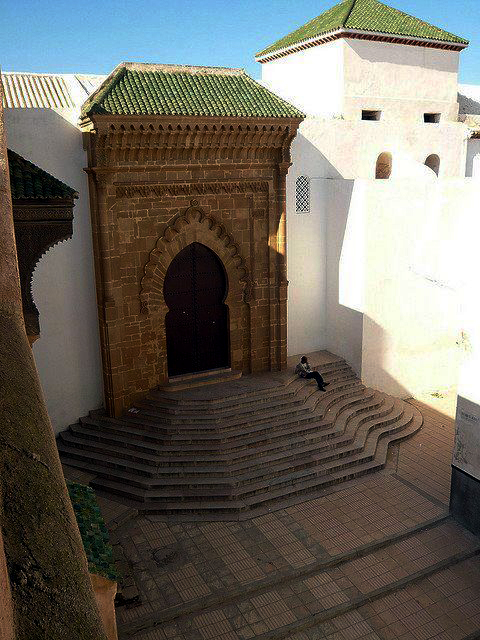
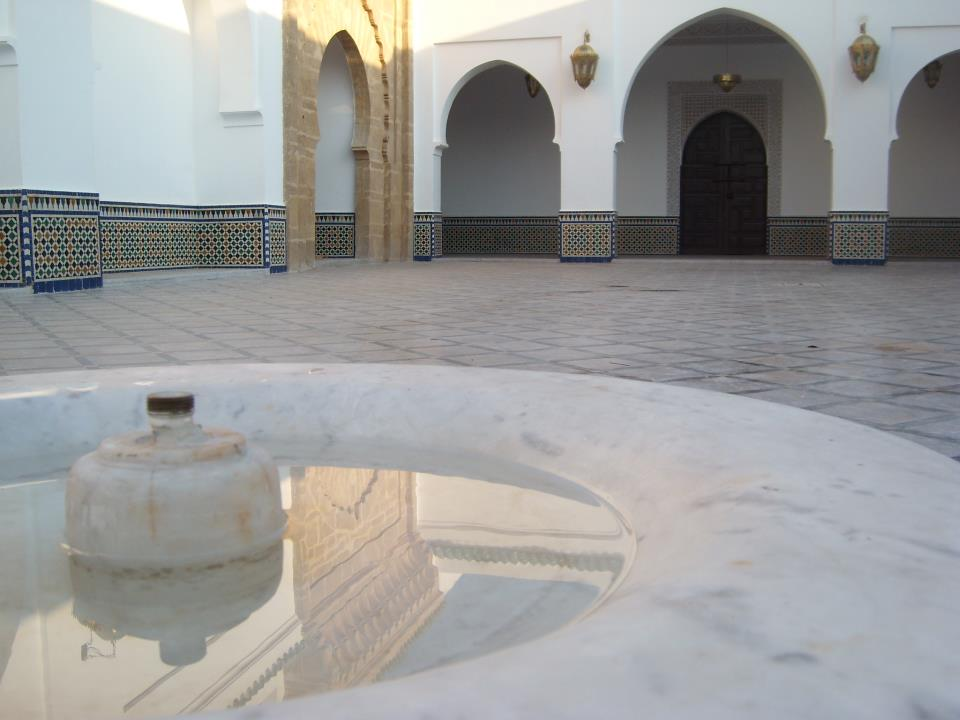
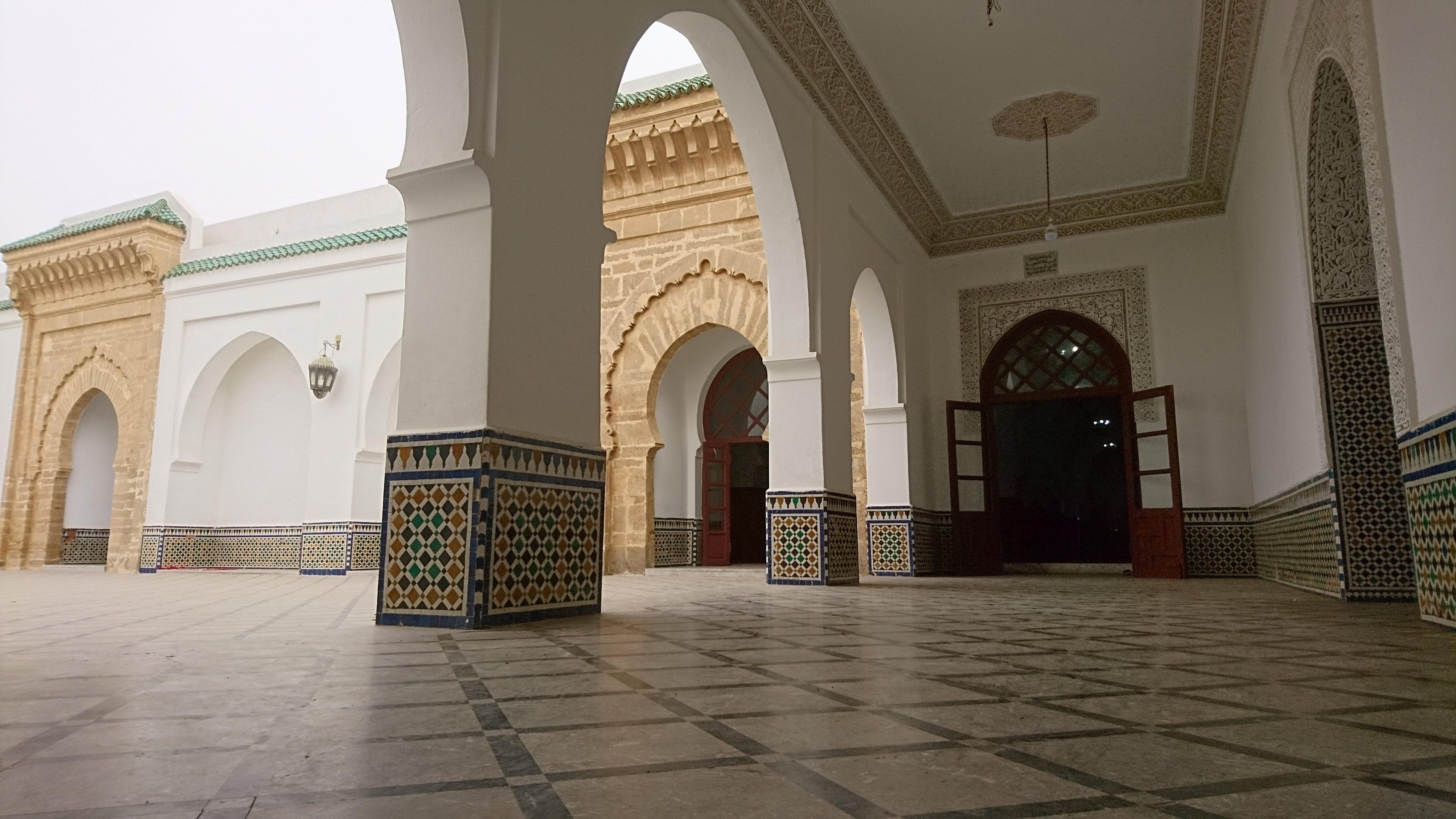
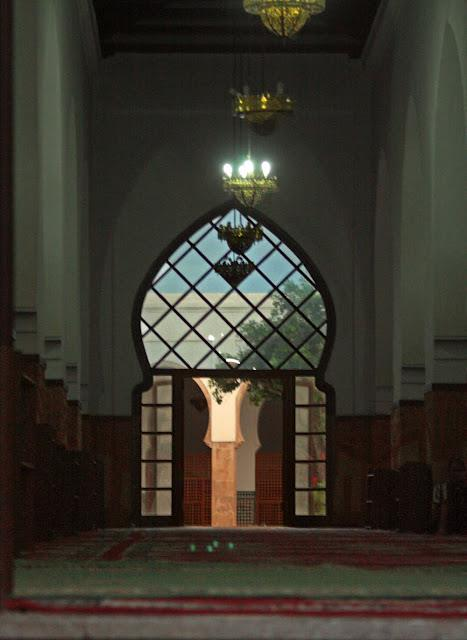
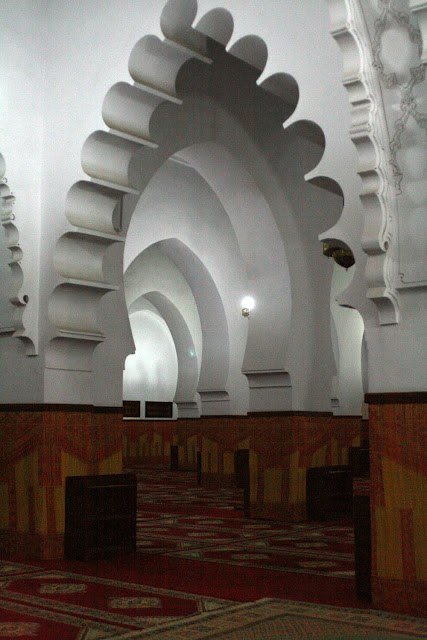
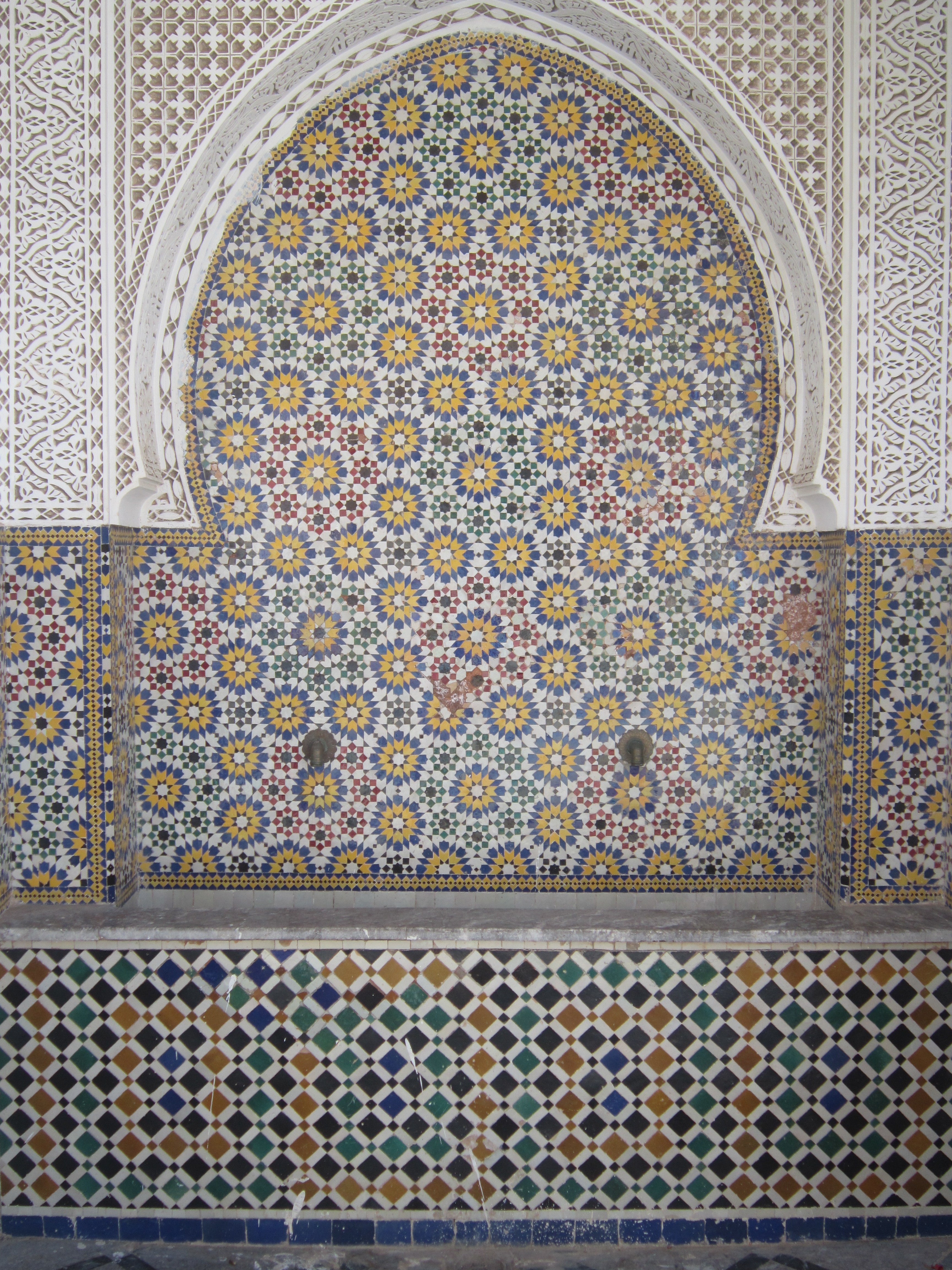